# Рутовые (подсемейство)
Ру́товые (лат. Rutoídeae) — подсемейство двудольных растений, входит в семейство Рутовые (Rutaceae) порядка Сапиндоцветные (Sapindales). Самое крупное подсемейство в семействе рутовых, оно включает в себя около 100 родов (более 1200 видов).

## Ареал
Подсемейство рутовых распространено от умеренных до тропических климатических зон по всему миру.

## Описание
Определяющими признаками для представителей подсемейства рутовых являются наличие двух семяпочек на каждом из двух плодолистиков (за исключением рода Pitavia и некоторых Acronychia) разделённых жёстким эндокарпием. Для представителей этого подсемейства характерным типом плода является коробочка раскрывающаяся по вентральному шву.

## Классификация
До 1992 года подсемейство рутовых включало в себя всего 6 или 7 родов. В 1992 году Торн включил трибы и роды ранее выделяющиеся в самостоятельное подсемейство Toddalioideae в подсемейство рутовых, после чего оно и стало самым крупным подсемейством в своём семействе со 117 (по Торну) родами.

### Boronieae
- Acradenia
- Asterolasia
- Boronella
- Boronia
- Chorilaena
- Correa
- Crowea
- Diplolaena
- Druimmondita
- Eriostemon
- Geleznowia
- Microcybe
- Muiriantha
- Myrtopsis
- Nematolepis
- Phebalium
- Philotheca
- Rhadinothmnus
- Urocarpus
- Zieria

### Cusparieae
- Adiscanthus
- Almeidea
- Angostura
- Decagonocarpus
- Erythrochiton
- Esenbeckia
- Euxylophora
- Galipea
- Leptothyrsa
- Lubaria
- Monnieria
- Metrodorea
- Naudinia
- Pilocarpus
- Raputia
- Rauia
- Ravenia
- Spiranthera
- Ticorea

### Diosmieae
- Acmadenia
- Agathosma
- Adenandra
- Calodendrum
- Coleonema
- Diosma
- Empleurum
- Euchaetis
- Macrostylis
- Phyllosma

### Ruteae
- Boenninghausenia
- Cneoridium
- Dictamnus
- Haplophyllum
- Psilopeganum
- Ruta
- Thamnosma

### Zanthoxyleae
- Boninia
- Bosistoa
- Bouchardatia
- Brombya
- Choisya
- Comptonella
- Decatropis
- Decazyx
- Dutaillyea
- Euodia
- Evodiella
- Geijera
- Lunasia
- Medicosma
- Megastigma
- Melicope
- Orixa
- Peltostigma
- Pentaceras
- Pitavia
- Platydesma
- Plethadenia
- Polyaster
- Tetractomia
- Tetradium
- Zanthoxylum

## Значение и применение
Некоторые виды подсемейства рутовых (например, рута зимняя и рута душистая используются в кулинарии в качестве пряности, а также в народной медицине.